# Уленець
Уленець (пол. Uleniec) — село в Польщі, у гміні Груєць Груєцького повіту Мазовецького воєводства.
Населення — 373 особи (2011).
У 1975-1998 роках село належало до Радомського воєводства.

## Демографія
Демографічна структура станом на 31 березня 2011 року:
|          | Загалом | Допрацездатний вік | Працездатний вік | Постпрацездатний вік |
| -------- | ------- | ------------------ | ---------------- | -------------------- |
| Чоловіки | 193     | 41                 | 132              | 20                   |
| Жінки    | 180     | 39                 | 96               | 45                   |
| Разом    | 373     | 80                 | 228              | 65                   |